# Paddubki
Paddubki (en rus: Паддубки) és un poble de l'óblast de Vladímir, a Rússia, segons el cens del 2010 tenia vuit habitants. Pertany al districte municipal de Koltxúguino.